# St. Pius (München)

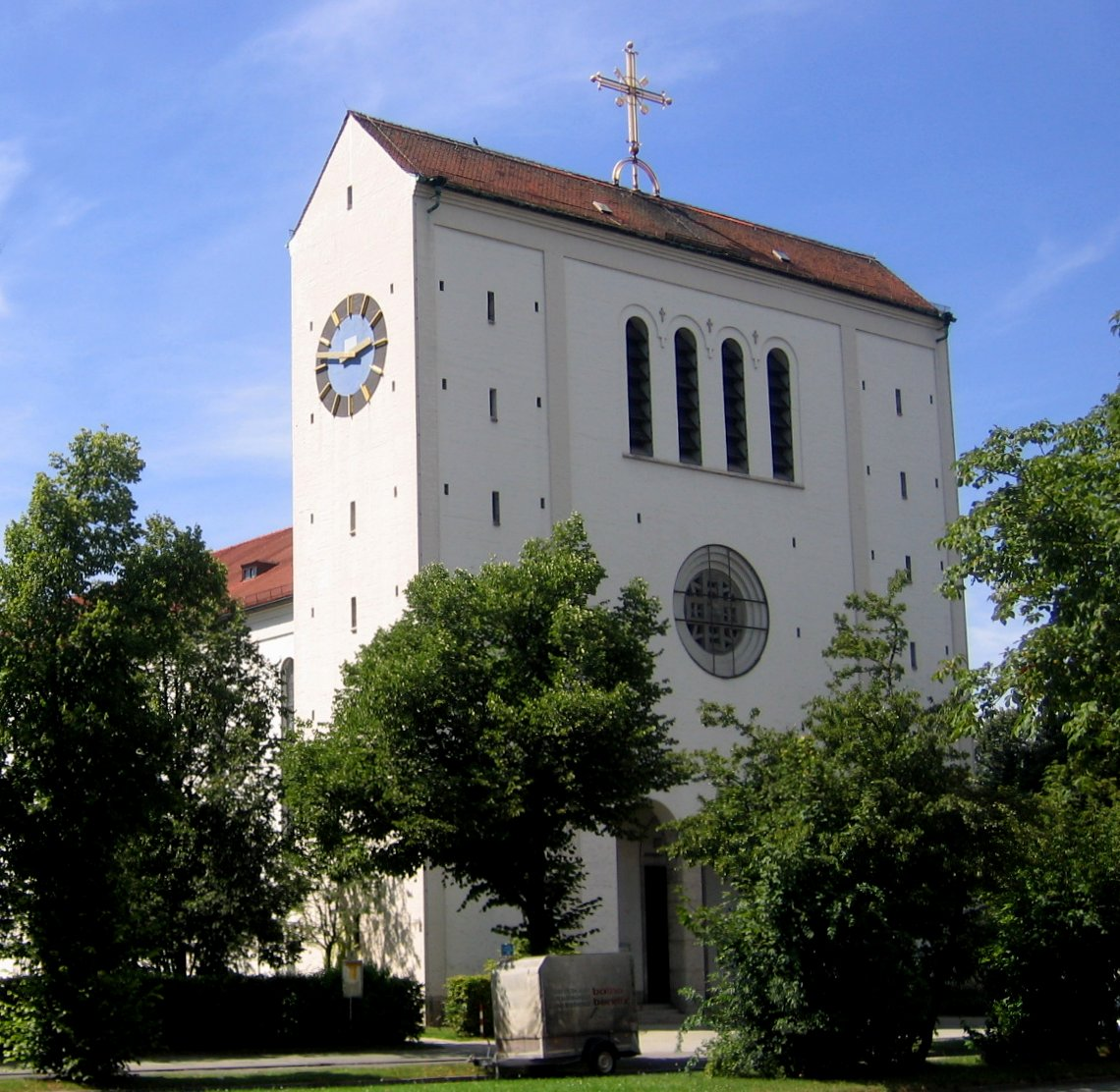
Kirche St. Pius (1932)

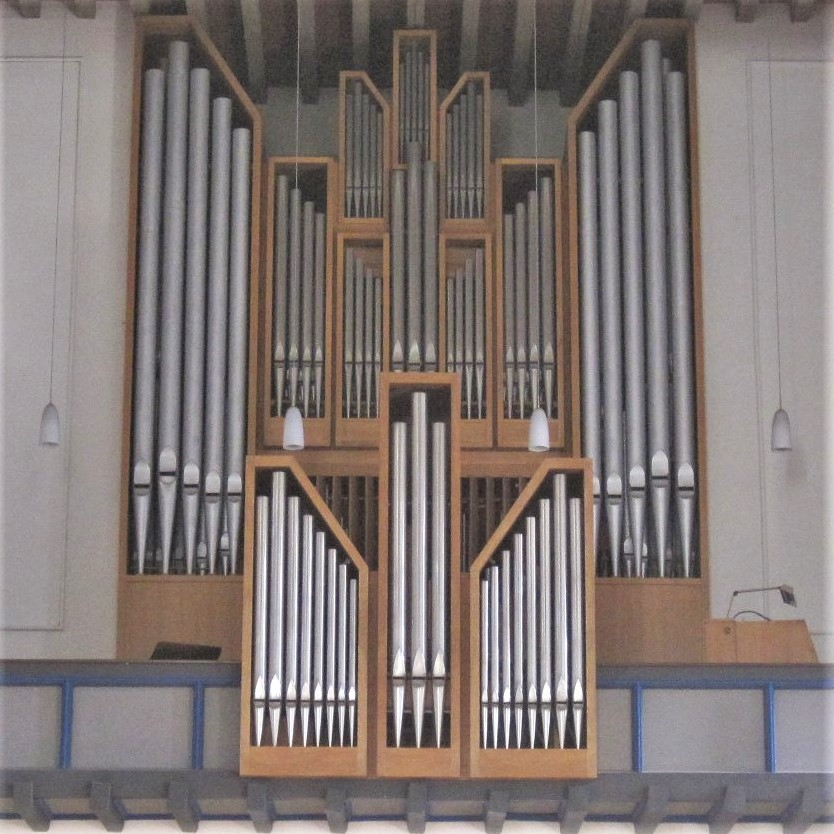
Orgel

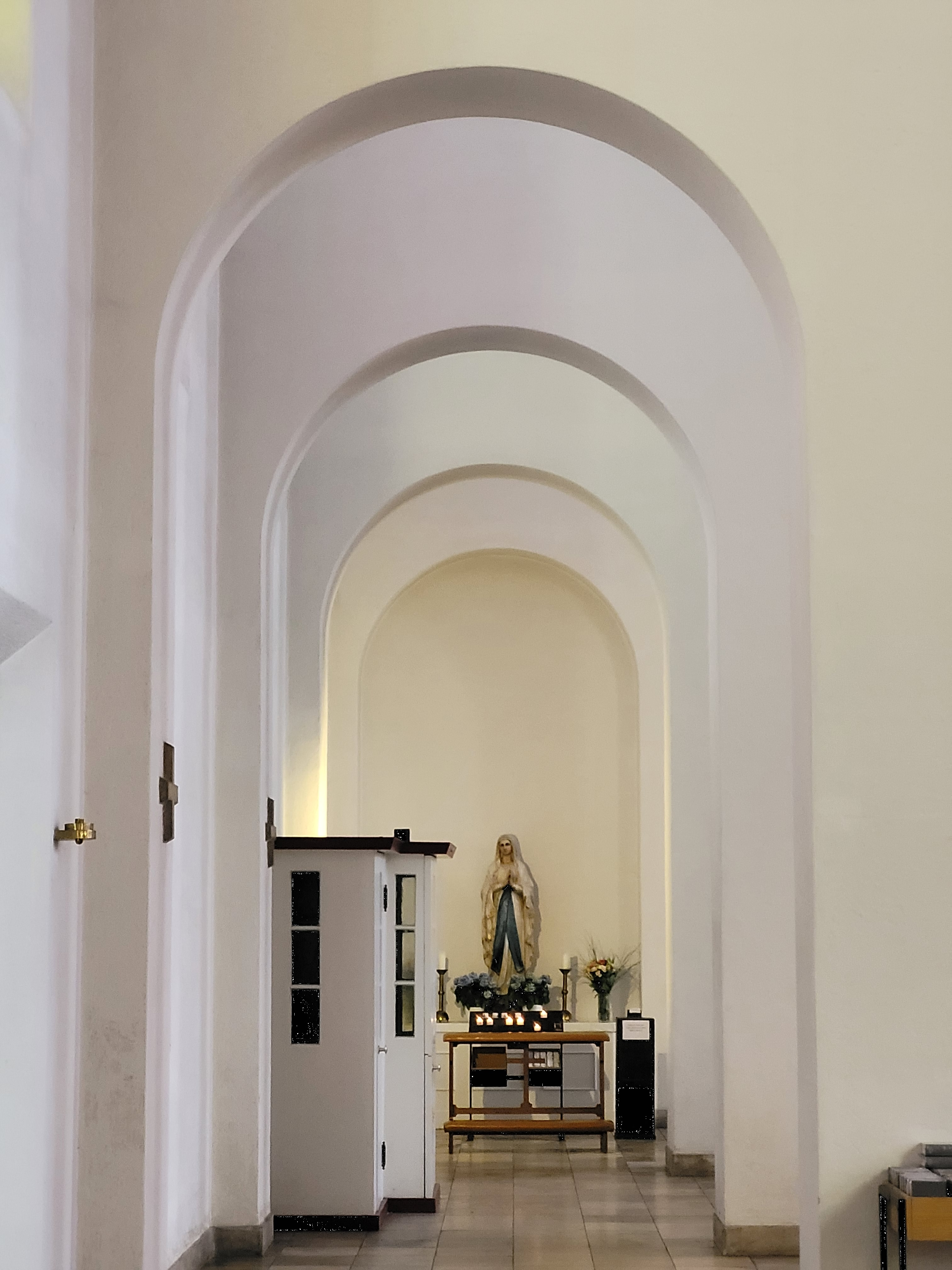
Seitenschiff

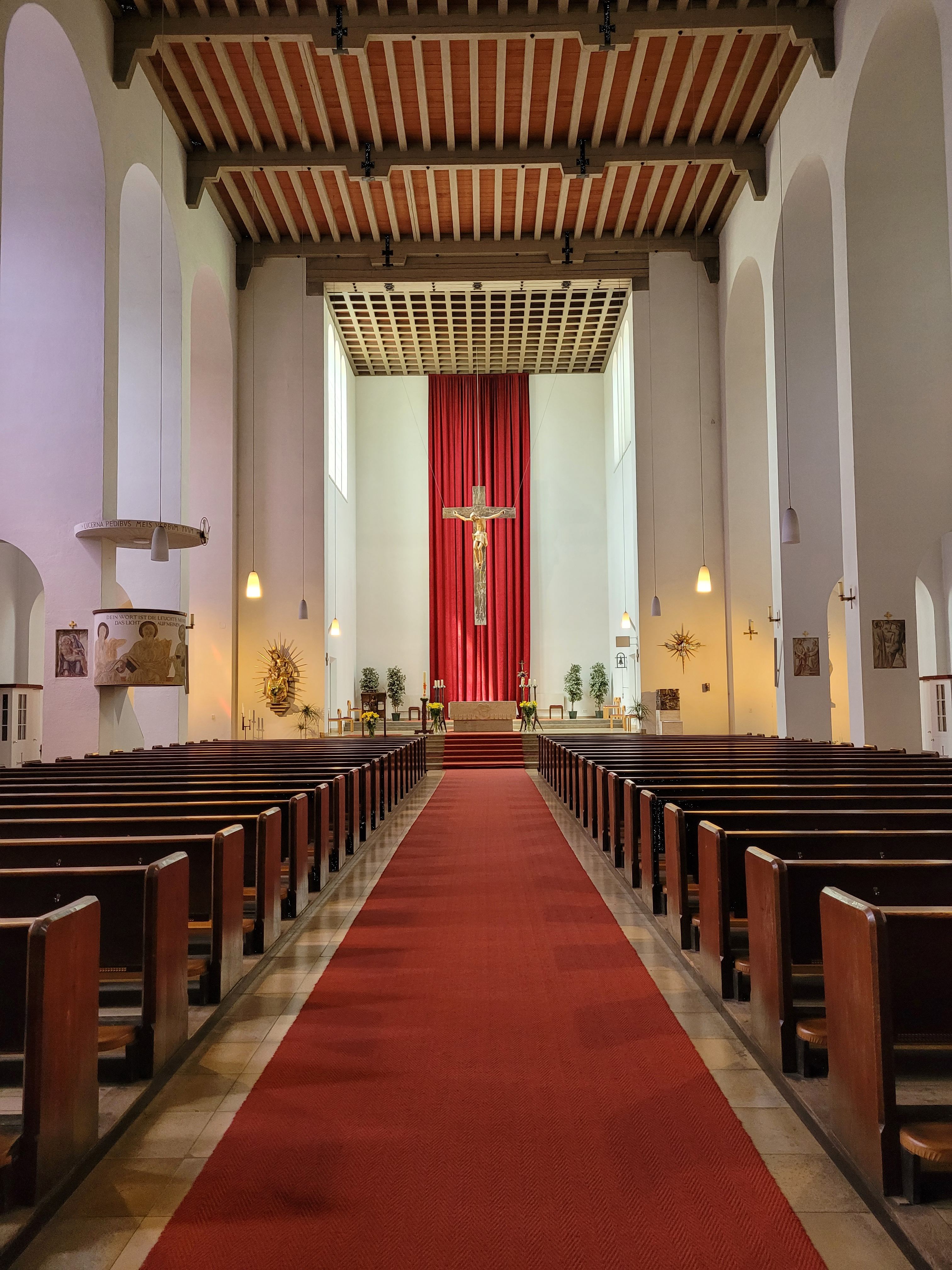
Innenraum

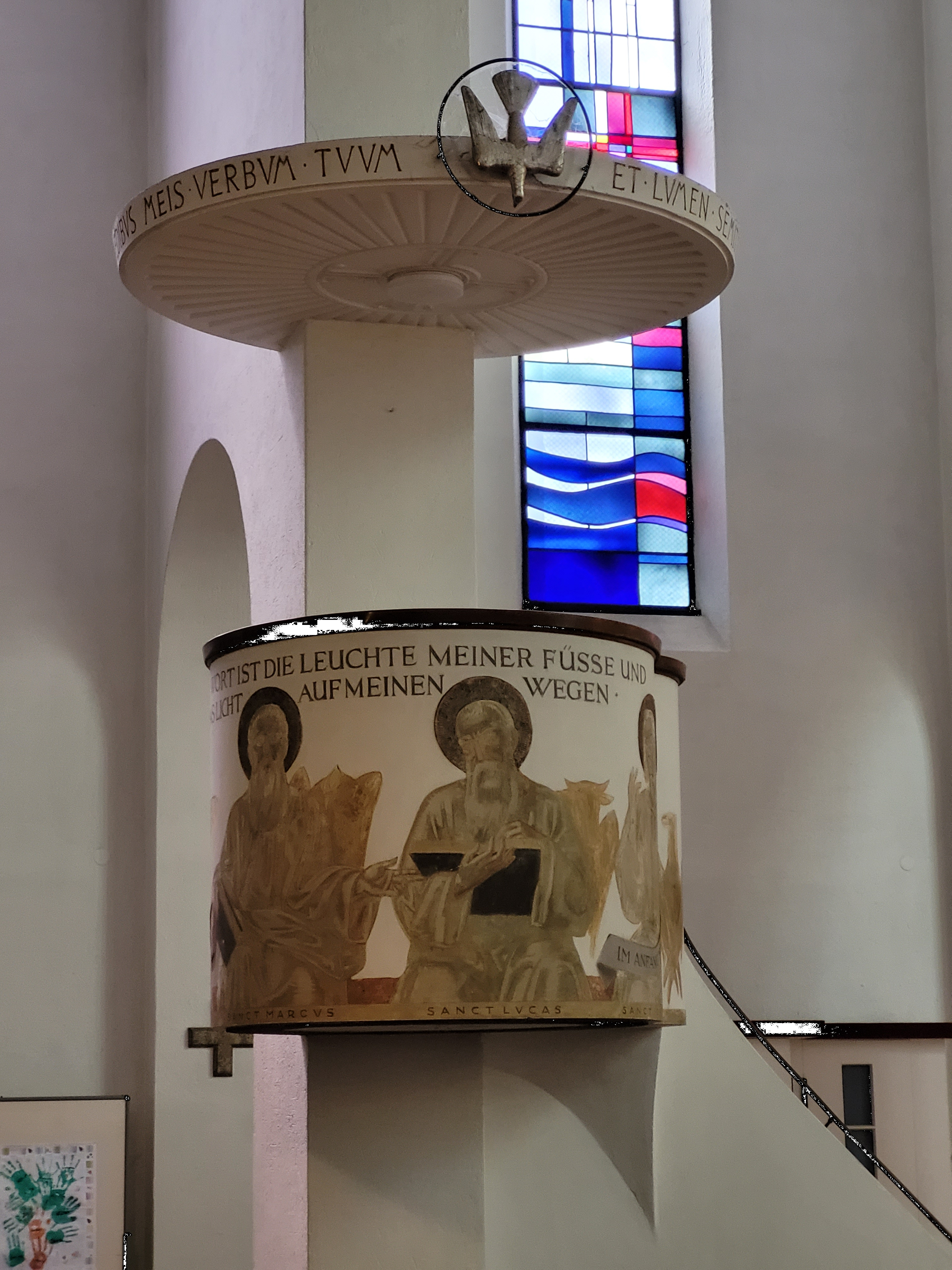
Kanzel

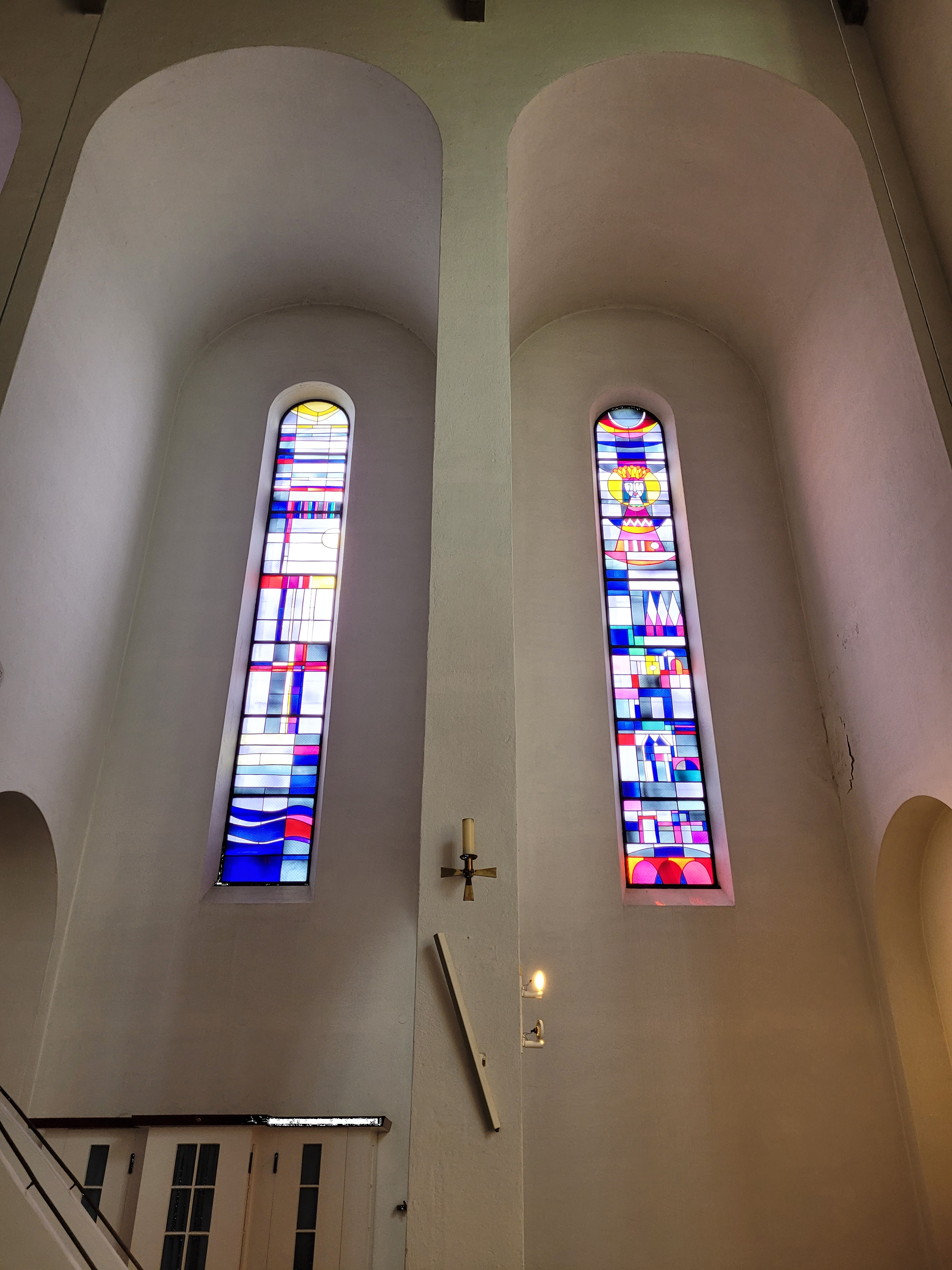
Fenster

St. Pius ist eine römisch-katholische Pfarrkirche im Münchner Stadtteil Berg am Laim, die zum Dekanat München-Perlach gehört. Die 1932 fertiggestellte Kirche fällt durch ihren ungewöhnlichen, wuchtigen und über die gesamte Kirchenschiffbreite langgezogenen Turm auf.
Zusammen mit St. Maria Ramersdorf bildet St. Pius seit 2009 den Pfarrverband Maria Ramersdorf–St. Pius.

## Geschichte
1931/1932 wurde die Kirche für die damals neu angelegte Wohnsiedlung „Neuramersdorf“ gebaut. Die Grundsteinlegung erfolgte am 28. Juni 1931, die Weihe durch Kardinal Michael von Faulhaber am 4. April 1932. Als Patron wurde Papst Pius V. (1504 bis 1572) gewählt.
Am 12. Juli 1944 wurde die Kirche von Bomberangriffen schwer beschädigt, das angrenzende Pfarrhaus wurde völlig zerstört.

## Gebäude
Es handelt sich um eine dreischiffige Hallenkirche, die besonders eigen ist durch einen massiven Turm, der als Vorbau und Haupteingang dient. Der Architekt der Kirche war Richard Berndl, der Baumeister war Georg Berlinger.
Die Kirche ist 49 Meter lang und 25 Meter breit. Der Kirchenraum misst eine Höhe von 15 Metern, der Turm ist 28 Meter hoch. Auf dem Turm prangt ein 6 Meter hohes Kreuz.

## Innenausstattung
Die Vier Evangelisten an der Kanzel sind das Werk von Ludwig Magnus Hotter.
Die Fresken der 14 Stationen des Kreuzweg sind von Albert Figel.
Die Holzarbeiten sind vom Bildhauer Josef Henselmann.
Die bunten Glasfenster aus den 1960er Jahren sind von Wilhelm Braun (Maler), ausgeführt von der Firma Gustav van Treeck Werkstätten für Mosaik und Glasmalerei.
Der Turm birgt vier Gussstahl-Glocken des Bochumer Vereins in der Schlagtonfolge gis0–h0–cis1–dis1.

## Orgel
Die Orgel wurde 1979 von WRK Orgelbau gebaut. Sie hat vier Manuale und 51 Register. 2014 wurde ein neuer Spieltisch mit zusätzlichen elektronischen Funktionen eingebaut, wobei auch die Manualzugehörigkeit von Positiv (früher IV. Man.) und Oberwerk (früher II. Man.) getauscht wurde.
Die Disposition lautet:
| I Hauptwerk C–g3 |       |
| Prinzipal        | 16′   |
| Prinzipal        | 8′    |
| Koppelflöte      | 8′    |
| Gemshorn         | 8′    |
| Oktave           | 4′    |
| Kupferflöte      | 4′    |
| Nasatquinte      | 2 ⁄3′ |
| Schwiegel        | 2′    |
| Mixtur major     | 2′    |
| Mixtur minor     | 1′    |
| Trompete         | 8′    |

| II Positivwerk C–g3 |              |
| Gedeckt             | 8′           |
| Oktave              | 4′           |
| Spitzflöte          | 4′           |
| Prinzipal           | 2′           |
| Terzian II          | 1 3⁄5′+1 ⁄3′ |
| Mixtur IV–V         | 1 ⁄3′        |
| Rankett             | 16′          |
| Clairon             | 4′           |
| Tremulant           |              |

| III Schwellwerk C–g3 |              |
| Rohrflöte            | 8′           |
| Hornflöte            | 8′           |
| Weidenpfeife         | 8′           |
| Schwebung            | 8′           |
| Prinzipal            | 4′           |
| Spillpfeife          | 4′           |
| Sesquialter II       | 2 ⁄3′+1 3⁄5′ |
| Glöckleinton II      | 2′+1′        |
| Scharff III–IV       | 1′           |
| Oboe                 | 8′           |
| Tremulant            |              |

| IV Oberwerk C–g3 |       |
| Gedeckt          | 8′    |
| Quintade         | 8′    |
| Violflöte        | 8′    |
| Prinzipal        | 4′    |
| Rohrflöte        | 4′    |
| Flachflöte       | 4′    |
| Quinte           | 1 ⁄3′ |
| Oktävlein        | 1′    |
| Zimbel III       | 1⁄3′  |
| Krummhorn        | 8′    |
| Tremulant        |       |

| Pedalwerk C–g1 |     |
| Prinzipalbass  | 16′ |
| Subbass        | 16′ |
| Stillgedackt   | 16′ |
| Oktavbass      | 8′  |
| Gedecktbass    | 8′  |
| Choralbass     | 4′  |
| Weitpfeife     | 4′  |
| Rauschbass V   | 4′  |
| Posaune        | 16′ |
| Basson         | 8′  |

- Koppeln
- Spielhilfen: 3 freie Kombinationen, Walze, Schweller (III. Manual).

## Gemeinde
Von St. Pius wird auch die Hauskapelle im Altenheim St. Maria-Ramersdorf betreut.